# Jürgen Beyer (General)
Jürgen Beyer (* 9. Juni 1952 in Drochtersen) ist ein Brigadegeneral außer Dienst des Heeres der Bundeswehr.

## Leben
Beyer trat am 1. Juli 1971 bei der 2. Kompanie des ABC-Abwehrbataillons 900 in Zweibrücken als Soldat auf Zeit in die Bundeswehr ein. Von 1974 bis 1978 war er Zugführer in der ABC-Abwehrkompanie 90 in Munster, von 1978 bis 1981 Kompaniechef der Gebirgs-ABC-Abwehrlehrkompanie 8 in Sonthofen und von 1981 bis 1982 Hörsaalleiter an der ABC- und Selbstschutzschule in Sonthofen.
Von 1982 bis 1984 absolvierte Beyer den 25. Generalstabslehrgang Heer an der Führungsakademie der Bundeswehr in Hamburg, wo er zum Offizier im Generalstabsdienst ausgebildet wurde. Danach war er von 1984 bis 1986 Abteilungsleiter G2 (Militärisches Nachrichtenwesen) der 12. Panzerdivision in Veitshöchheim, von 1986 bis 1989 Abteilungsleiter G3 der Panzerbrigade 33 in Celle und von 1989 bis 1991 G3-Stabsoffizier Special Weapons Branch, Policy Division im Supreme Headquarters Allied Powers Europe der NATO in Mons in Belgien. Von 1991 bis 1992 war er Gruppenleiter G3 op im Wehrbereichskommando V in Stuttgart, bevor er 1992 Bataillonskommandeur des ABC-Abwehrbataillons 705 in Bad Düben wurde. 1994 wechselte er als Referent ins Bundesministerium der Verteidigung (BMVg), wo er im Führungsstab der Streitkräfte (Fü S) II 3 und Fü S II 1 in Bonn tätig war. 1996 bis 2000 war er Abteilungsleiter G2 im Wehrbereichskommando III/7. Panzerdivision in Düsseldorf, von 2000 bis 2002 Chef Production Branch, J2 Division im heutigen Allied Joint Force Command Brunssum der NATO in den Niederlanden und von 2002 bis 2004 Referatsleiter Fü S II 2 in Bonn.
Von November 2004 war er als Oberst bis zu dessen Auflösung (31. Dezember 2007) Kommandeur des Zentrums für Nachrichtenwesen der Bundeswehr in Grafschaft. Nach einer anschließenden Verwendung als Stabsabteilungsleiter Fü S II im BMVg in Bonn war er in seiner letzten Verwendung von 2010 bis 2015 Kommandeur des Zentrums für Verifikationsaufgaben der Bundeswehr in Geilenkirchen.
Zum 28. Februar 2015 trat er nach annähernd 44 Dienstjahren in den Ruhestand.
Beyer ist verheiratet.